# 李耀奎
李耀奎，字菱舟，直隶天津人，是一名清朝政治人物。
李耀奎曾于光绪十七年接替施启宗任兴化府知府一职，光绪二十一年由游普荫接任。